# 奥田克実
奥田 克実（おくだ かつみ、1949年12月11日 - ）は、日本の実業家で、滋賀県の中堅ゼネコンである株式会社三東工業社の代表取締役社長を務める。

## 来歴
大阪工業大学を卒業後、1977年4月に株式会社三東工業社に入社する。 2003年6月、株式会社PJ代表取締役となる。 三東工業社では、営業部長（2004年8月）、 取締役営業部門長（2005年9月） を経て、 2007年9月に代表取締役社長に就任した。